# بهاریکاتی
بهاریکاتی (به لاتین: Bharikati) یک روستا در بنگلادش است که در استان باریسال و در ناحیه باریسال واقع شده است.